# Буковинське селянське повстання 1848-1849
Буковинське селянське повстання 1848—1849 — одне з найбільших селянських заворушень на Буковині в 19 ст. супроти соціального гніту румунських поміщиків. Охопило всі гірські села Русько-Довгопільського округу. Приводом стали постійні спроби землевласників примусити гуцулів, переважно вівчарів та дереворубів, відробляти панщину на основі «добровільних угод». Очолив повстання заможний селянин, депутат австрійського парламенту Л.Кобилиця. Депутати парламенту І.Долинчук, В.Кірсте та В.Моргом розгорнули кампанію підтримки. Весною 1849 повстання набуло найбільшого розмаху. 6 лютого 1849 Л.Кобилицю виключено з депутатів парламенту. В травні 1849 року, австрійські війська придушили повстання.